# T.P.E.
T.P.E. foi um projeto de dance-pop e freestyle formado em 1991 pelo produtor musical Adam Marano, que também era o único integrante do projeto. T.P.E. significa The Philadelphia Experiement. Foi um dos primeiros projetos criados por Adam Marano antes de criar o que se tornaria seu projeto mais famoso, o Collage. T.P.E. lançou quatro singles, sendo o mais popular deles a canção "Then Came You", que alcançou a posição #91 na Billboard Hot 100 em 1991.
O projeto encerrou suas atividades em 1994, quando lançou seu último single, "Dance with Me".

## Discografia

### Álbum de estúdio
| Ano  | Detalhes do álbum                                                        |
| ---- | ------------------------------------------------------------------------ |
| 1992 | T.P.E. Featuring Adam Marano - Lançado: 1992 - Gravadora: Micmac Records |

### Singles
| Ano  | Single              | Posições | Álbum                        |
| Ano  | Single              | E.U.A.   | Álbum                        |
| ---- | ------------------- | -------- | ---------------------------- |
| 1991 | "Then Came You"     | 91       | T.P.E. Featuring Adam Marano |
| 1992 | "Forever and a Day" | —        | T.P.E. Featuring Adam Marano |
| 1993 | "Sex U Down"        | —        | T.P.E. Featuring Adam Marano |
| 1994 | "Dance with Me"     | —        | T.P.E. Featuring Adam Marano |